# Naasa-Hablood
Naasa-Hablood también escrito Naasa Hablood y conocida como la Montaña del pecho de la Virgen, es una formación natural que consiste en unas colinas gemelas situadas en la provincia Woqooyi Galbeed en la región de Somalilandia un territorio autoproclamado independiente que reclama como propia Somalia. Situado en las afueras de la ciudad de Hargeisa, las estructuras están hechas de granito y arena. Las colinas fueron denominadas Naasa Hablood (literalmente , "pechos de la chica "), debido a su forma cónica distintiva.